# Zhenjiang
|  | Der er også et bydistrikt i Shaoguan i Guangdong ved navn Zhenjiang |
Zhenjiang (forenklet kinesisk: 镇江; traditionel kinesisk: 鎮江; pinyin: Zhènjiāng; Wade-Giles: Chen-chiang) er en kinesisk by på præfekturniveau i provinsen Jiangsu i det centrale Kina.  Præfekturet  har et areal på 3.847 km2 heraf 1.082 km2 i bye, og en befolkning på 2.672.100 mennesker, heraf 625.400 i byen  (2008). Det ligger  på den sydlige bred af Yangtzefloden, og grænser til Nanjing mod  vest, Changzhou mod øst, og Yangzhou over floden mod nord.
Kejserkanalen løber gennem præfekturet. Ved byen ligger også det store energianlæg Zhenjiang kulkraftværk.

## Administrative enheder
32°12′N 119°25′Ø / 32.200°N 119.417°Ø
Zhenjiang består af tre bydistrikter og tre byamter:
- Bydistriktet Jingkou (京口区), 316 km², 420.000 indbyggere, sæde for præfekturregeringen;
- Bydistriktet Runzhou (润州区), 132 km², 240.000 indbyggere;
- Bydistriktet Dantu (丹徒区), 611 km², 360.000 indbyggere;
- Byamtet Yangzhong (扬中市), 332 km², 270.000 indbyggere;
- Byamtet Danyang (丹阳市), 1.023 km², 800.000 indbyggere;
- Byamtet Jurong (句容市), 1.385 km², 580.000 indbyggere.

## Historie
Under Mingdynastiet og Qingdynastiet var Zhenjiang et vigtigt handelscentrum. 
Den amerikanske forfatterinde Pearl S. Buck (1892–1973), som skrev romaner om Kina og vandt Nobelprisen i litteratur, boede i Zhenjiang med sine missionærforældre til hun blev 18, og underviste også der. Hendes barndomshjem er bevaret. 
Fra 1928 til 1949, under Kuomintangregeringen under Chiang Kai-shek blev Zhenjiang gjort til provinsen Jiangsus hovedstad, mens Nanjing (som nu er provinshovedstaden) var landets hovedstad. 
Zhenjiang er den tidligere kinesiske vicestatsminister Li Lanqings fødested.

## Trafik
Byen ligger ikke bare ved Kejserkanalen og Kinas vigtigste naturlige vandvei Chang Jiang, men er også stoppested på den vigtige jernbanelinje Jinghubanen som løber fra Beijing til Shanghai via blandt andet Tianjin, Jinan, Nanjing og Suzhou.
Kinas rigsvej 312 går gennem området. Den fører fra Shanghai og ender på grænsen til Kasakhstan, og passerer blandt andet Suzhou, Nanjing, Hefei, Xinyang, Xi'an, Lanzhou, Jiayuguan og Urumqi.